# 姶良市立松原なぎさ小学校
姶良市立松原なぎさ小学校（あいらしりつ まつばらなぎさしょうがっこう）は鹿児島県姶良市松原町一丁目にある公立の小学校である。
地域の人口増加に伴い2015年4月より同市東餅田の建昌小学校から分離した。

## 概要
姶良市は県庁所在地で人口数が県下1位の鹿児島市や2位の霧島市のベッドタウンとして、転入する人が転出する人を上回る「社会増」が続いていた。また校区内の各地で行われている宅地開発事業により、校区内の定住人口が急激に増加、それに比例して分離前の建昌小学校の生徒数が右肩上がりに増加したことを踏まえ、2015年に建昌小学校から分離した。
分離したことにより旧建昌小学校区の一部が新設された松原なぎさ小学校の校区となった。
姶良市の小学校では2022年時点で学級数・児童数が最も多く681人が在籍する。開校時の児童数は607人で学級数は24学級(特別支援教室を含む)だった。
該当する校区の児童は分離前の建昌小学校の6割から7割程で、新設された松原なぎさ小学校へ2015年4月をもって自動的に転校となった。
開校10年を記念して、2024年11月9日に創立10周年記念式典を開催し、翌週11月16日に創立10周年記念祭（PTA祭）が開催された。
2024年度時点での在校児童数は700人を超えており、これまで1,000人を超える卒業生を送り出した。

### 校名について
2013年5月7日から同月24日まで新設校名について姶良市民より公募を行った。その期間に1091名からの応募があり、姶良市新設校校名選考委員会で協議が行われたのち定例教育委員会で決定された。

### 制服
標準服が指定されており、男女共に夏季は白色ポロシャツの標準服、下半身は男子が半スボン、女子はスカートである。冬季は夏季の服装にブレザーを重ねる標準服である。

## 通学区域
校区・進学先中学校は以下の通り。
- 姶良市立帖佐中学校 - 松原上、塩入団地
- 姶良市立重富中学校 - 松原下、あさひ団地